# 1970 au Maroc
Chronologie du Maroc
- 1966
- 1967
- 1968
- 1969
- 1970
- 1971
- 1972
- 1973
- 1974

Cet article présente les faits marquants de l'année 1970 au Maroc ou relatifs au Maroc.

## Événements
- 7 juillet : le roi Hassan II annonce la fin de l’état d’exception au Maroc[1].
- 21-28 août : élections législatives marocaines[2] tenues à la suite de la révision constitutionnelle du 31 juillet[1].

## Sports
- L'équipe du Maroc de football participa à la coupe du monde de football de 1970, ce qui constitua sa première en coupe du monde. Pour cette première édition, le Maroc fut éliminé au premier tour, en inscrivant deux buts et en encaissant six.
- La Coupe du Maroc de football 1969-1970, également nommée Coupe du Trône est la quatorzième édition de la compétition.
- La Coupe du Maroc de football 1970-1971, également nommée Coupe du Trône est la quinzième édition de la compétition.
- La  Saison 1969-1970 des FAR de Rabat est la douzième de l'histoire du club. Cette saison débute alors que les militaires avaient terminé troisièmes lors du championnat de la saison dernière. Le club est par ailleurs engagé en coupe du Trône. Finalement, les FAR de Rabat sont éliminés en huitièmes de finale de la coupe du Trône et remportent le championnat.
- La Saison 1970-1971 des FAR de Rabat est la treizième de l'histoire du club. Cette saison débute alors que les militaires avaient remporté le championnat de la saison dernière. Le club est par ailleurs engagé en coupe du Trône.

## Culture
- Wechma (وشمة) est un film marocain réalisé par Hamid Bénani.